# Час її синів
«Час її синів» («Время её сыновей») — радянський художній фільм 1974 року, знятий режисером Віктором Туровим на кіностудії «Білорусьфільм».

## Сюжет
Розповідь про долю чотирьох братів Гуляєвих. Один із них, великий учений-онколог Іван, зрозумів, що заплутався у своєму дуже насиченому й аж ніяк не нудному житті. За порадою він звертається до своєї колишньої коханої Дружини, яка колись могла мати від нього дитину. Але тій важко зрозуміти, що більше пригнічує Івана — їхнє минуле чи невдалий науковий експеримент, і тому не одразу наважується підтримати його, поїхавши разом на озеро Світязь. Тут поряд з гарним відпочинком Іван ділиться бідою, що мучить його душу. І починається занурення в минуле, коли рідний брат Івана, головний інженер великого заводу Павло який ще тільки здогадується про безнадійний для нього діагноз.

## У ролях
- Віра Кузнєцова — Гуляєва, мати
- Микола Гриценко — Антон Трохимович Гуляєв, старший із братів, бригадир колгоспу, депутат
- Бронюс Бабкаускас — Петро Трохимович Гуляєв, шахтар
- Юрій Горобець — Павло Трохимович Гуляєв, головний інженер великого заводу
- Олександр Лазарев — Іван Трохимович Гуляєв, лікар-онколог, кандидат медичних наук, молодший із братів
- Ольга Лисенко — Євгенія Георгіївна Свєтлова, колишня кохана Івана Гуляєва, лікар
- Регіна Зданавічюте — Ксенія Гуляєва, дружина Петра
- Тамара Муженко — Катерина Гуляєва
- Надія Семенцова — Антоніна Гуляєва
- Михайло Єзепов — Петро Петрович Гуляєв, Петро-молодший, шахтар
- Альгімантас Масюліс — Броніслав Литовко, начальник шахти
- Олександр Назаров — Станіслав Казимирович Кубик, інженер
- Анатолій Ромашин — Едуард Макарович Михалевич, лікар, керівник Івана Гуляєва
- Володимир Золотухін — лікар
- Володимир Лаптєв — кінолог
- Володимир Ільїн — шахтар
- Олександр Кириллов — Костянтин Михайлович, Костя-барабанщик, знайомий Івана Трохимовича
- Леонід Іудов — Єгор Єгорович Гуляєв, працівник заводу
- Віктор Павлов — Віктор Павлович, лікар
- Володимир Січкар — вчений
- Валентин Печніков — Сіваков, друг Петі Гуляєва, працівник шахти
- Владлен Паулус — артист
- Ірина Калиновська — Катя, дівчина, яку підвезли автомобілем
- Римма Коміна — Люда

## Знімальна група
- Режисер — Віктор Туров
- Сценаристи — Арнольд Каштанов, Олексій Тулушев, Віктор Туров
- Оператор — Дмитро Зайцев
- Композитор — Олег Янченко
- Художник — Володимир Дементьєв